# Zygmunt Lercel
Zygmunt Lercel ps. „Siwiński”, „Z-24” (ur. 2 maja 1921 we Włocławku, zm. 1 czerwca 1950 w Warszawie) – podporucznik Wojska Polskiego, agent Głównego Zarządu Informacji.

## Życiorys
Zygmunt Lercel urodził się 2 maja 1921 we Włocławku, w rodzinie Mieczysława (1894–1944), legionisty II Brygady, i Genowefy z Siwińskich (1901–1954). Był starszym bratem Henryka Marcina (1925–1997), Marii Antoniny (ur. 1927) i Antoniego Filipa (ur. 1930).
Zygmunt przed wybuchem II wojny światowej ukończył gimnazjum salezjańskie w Aleksandrowie Kujawskim. Był członkiem „Sokoła”. W czasie kampanii wrześniowej walczył w 14 pułku piechoty jako ochotnik. 3 września jako wartownik powstrzymał niemieckich sabotażystów przed podpaleniem koszar we Włocławku, za co został odznaczony. Został wzięty do niemieckiej niewoli, ale wkrótce zwolniony. Według jego własnych informacji, przez większość okupacji prowadził w Warszawie sklep spożywczy i jednocześnie od 1941 roku należał do Związku Walki Zbrojnej, a od 1943 roku do wywiadu Armii Krajowej. 8 września 1941 roku zawarł związek małżeński z Sabiną Rybińską.
W końcu lipca 1944 roku wyjechał do Krakowa, a pod koniec sierpnia powrócił na Mazowsze i w Pruszkowie zgłosił do niemieckiej policji kryminalnej, wówczas należącej strukturalnie do Gestapo. Jako członek Kripo zajmował się tropieniem ukrywających się Żydów oraz brał udział w egzekucjach. Po wojnie utrzymywał, że służba w niemieckiej policji została mu nakazana przez przełożonych z Armii Krajowej, którzy chcieli go wykorzystać jako źródło informacji o niemieckich jednostkach wojskowych, jednak brak ku temu dokumentów. Gdy odnalazł po kilku miesiącach zaginioną w powstaniu warszawskim rodzinę, zdezerterował z Kripo i przeniósł się do Łodzi.
Przed nadejściem Armii Czerwonej wyjechał w 1945 roku do Włoch, gdzie wstąpił do 2 Korpusu Polskiego i w stopniu podporucznika służył w 3 Dywizji Strzelców Karpackich. W II Korpusie miał rzekomo przejść kurs dla oficerów informacji i propagandy i podjąć współpracę z wywiadem brytyjskim. Przebywając we Włoszech, usiłował też ściągnąć do siebie pozostałą w Polsce żonę. Kiedy jej przyjazd okazał się niemożliwy, Lercel podjął współpracę z podległą rządowi lubelskiemu Misją Wojskową, co zostało jednak wykryte przez kontrwywiad 2 Korpusu Polskiego. Po dekonspiracji wyjechał do Polski. Został tajnym współpracownikiem Głównego Zarządu Informacji. Przyjął pseudonim „Siwiński” będący nazwiskiem panieńskim matki. Razem z żoną otrzymali dokumenty legalizacyjne. On legitymację oficerską, w której figurował jako kapitan, a Sabina Lercel – legitymację żony oficera.
30 grudnia 1946 Prezydium Krajowej Rady Narodowej nadało ppor. Zygmuntowi Lercel Krzyż Walecznych „za wybitne zasługi w dziele zorganizowania Odrodzonego Wojska Polskiego i bohaterskie czyny w walce niemieckim najeźdźcą”.
W połowie 1946 roku został skierowany do rozpracowania pomorskich oddziałów partyzanckich majora Zygmunta Szendzielarza „Łupaszki”. Szukając kontaktów z tym środowiskiem podawał się za oficera 2 Korpusu Polskiego. Nawiązał znajomość z pochodzącą spod Radomska córką oficera 2 Korpusu, która znała także członków struktur Konspiracyjnego Wojska Polskiego. Celem rozbicia niedobitków tych struktur rozpoczęto 9 sierpnia 1946 roku akcję „Lasy”. Lercel miał wcielić się w oficera „Z-24” przysłanego przez 2 Korpus jako następca aresztowanego niedawno dowódcy KWP Stanisława Sojczyńskiego „Warszyca”. W ciągu kilku tygodni Lercel zdołał uzyskać akceptację dowódców pododdziałów dla swojej osoby i dobrze poznać strukturę konspiracyjnych jednostek. Po miesiącu akcji zaczął wzywać dowódców na spotkania, podczas których byli oni aresztowani i przekazywani GZI lub zabijani. Zniknięcie kolejnych dowódców ukrywał przed partyzantami, tłumacząc, że zostali oni przerzuceni na Lubelszczyznę. Skutkiem akcji były liczne aresztowania i obławy na szeregowych żołnierzy podziemia.
W uznaniu zasług w operacji „Lasy” Lercel został nagrodzony kwotą 25 000 zł oraz przydziałem deficytowych towarów. Następnie został skierowany do rozpracowania partyzantki na Lubelszczyźnie, ale nie odniósł tam sukcesu. Również kolejna operacja w Małopolsce zakończyła się porażką. Sfrustrowany Lercel zaczął w raportach dla przełożonych pisać nieprawdę, popadł też w alkoholizm.
W 1948 roku zauważono fałszerstwa w jego raportach. Przełożeni zaczęli się obawiać, że jego nieodpowiedzialne zachowanie i powielanie w nowych operacjach elementów starych akcji może doprowadzić do dekonspiracji agenta i w ten sposób zagrozić siatce kontrwywiadowczej GZI. 10 września 1948 roku został zatrzymany i osadzony w areszcie Informacji Wojskowej w Krakowie. Śledztwo prowadzone przeciwko niemu zostało zakończone 26 stycznia 1950 roku aktem oskarżenia. Zygmunt Lercel został oskarżono o to, że jako funkcjonariusz niemieckich władz bezpieczeństwa działał na szkodę osób poszukiwanych i prześladowanych przez władze ze względów politycznych
i rasowych. Od września do grudnia 1944 roku przyczynił się do aresztowania w Pruszkowie i Częstochowie łącznie siedmiu osób narodowości polskiej oraz dwóch narodowości żydowskiej. Ponadto w akcie oskarżenia znalazł się zarzut nielegalnego posiadania broni palnej. 15 marca 1950 roku został skazany na łączną karę śmierci i przepadek całego mienia na rzecz Skarbu Państwa. Skarga rewizyjna skazanego nie została uwzględniona przez Najwyższy Sąd Wojskowy. 25 maja 1950 roku Prezydent RP Bolesław Bierut nie skorzystał z prawa łaski. 30 maja 1950 roku Lercel został przewieziony do więzienia mokotowskiego. Tam 1 czerwca 1950 roku o godz. 20.30 został rozstrzelany. Pochowany w kwaterze na Łączce, gdzie grzebano straconych w tym więzieniu żołnierzy Armii Krajowej.